# Dovrasjödalen
Dovrasjödalen är ett naturreservat i södra Närke utanför Östansjö i Hallsbergs kommun och Askersunds kommun. Naturreservatet bildades år 1976 och är till ytan 60 hektar, varav 10 hektar är vatten. I Dovrasjödalen ligger tre långsmala sjöar Norra Dovrasjön, Mellandovrasjön och Södra Dovrasjön. Sjöarna omges till stor del av branta klippväggar och uråldrig granskog.
I bergsbranten vid norra sjöns nordspets finns ett valvformat utskjutande bergsparti som kallas Dovra kyrka. Det har bildats genom att vatten- och frostsprängning har brutit loss ett stort stenblock från bergväggen. Blocket har troligen sjunkit ner i mossen.

## Sägner
Enligt traditionen skapades Dovra kyrka då det var en jätte som bröt loss stenblocket för att krossa Viby kyrka. Jättarna tålde inte klangen av kyrkklockorna. Därför brukade de försöka förstöra kyrkornas klockor med så kallade jättekast. Jättens hustru, Dovra, sörjde över att ha en sådan make och hennes tårar samlades upp och bildade de tre sjöarna. Dovra ska enligt legenden också ha gömt en skatt på botten av den norra sjön. Ingen har någonsin lyckats hitta skatten och den lär fortfarande ligga på sjöns botten.